# Johann Sponagel
Johann Georg Sponagel (* 23. Januar 1824 in Westhofen; † 15. März 1899 ebenda) war ein hessischer Gutsbesitzer und Politiker und Abgeordneter der 2. Kammer der Landstände des Großherzogtums Hessen.
Johann Sponagel war der Sohn des Johann Georg Sponagel und dessen Ehefrau Maria Elisabeth, geborene Becker. Sponagel, der evangelischen Glaubens war, war Gutsbesitzer in Westhofen und heiratete Karoline Friederike geborene Brubacher.
1850 gehörte er der Zweiten Kammer der Landstände an. Er wurde für den Wahlbezirk Rheinhessen 9/Westhofen gewählt. Er war Beigeordneter in Westhofen.